# Engenharia de telecomunicações

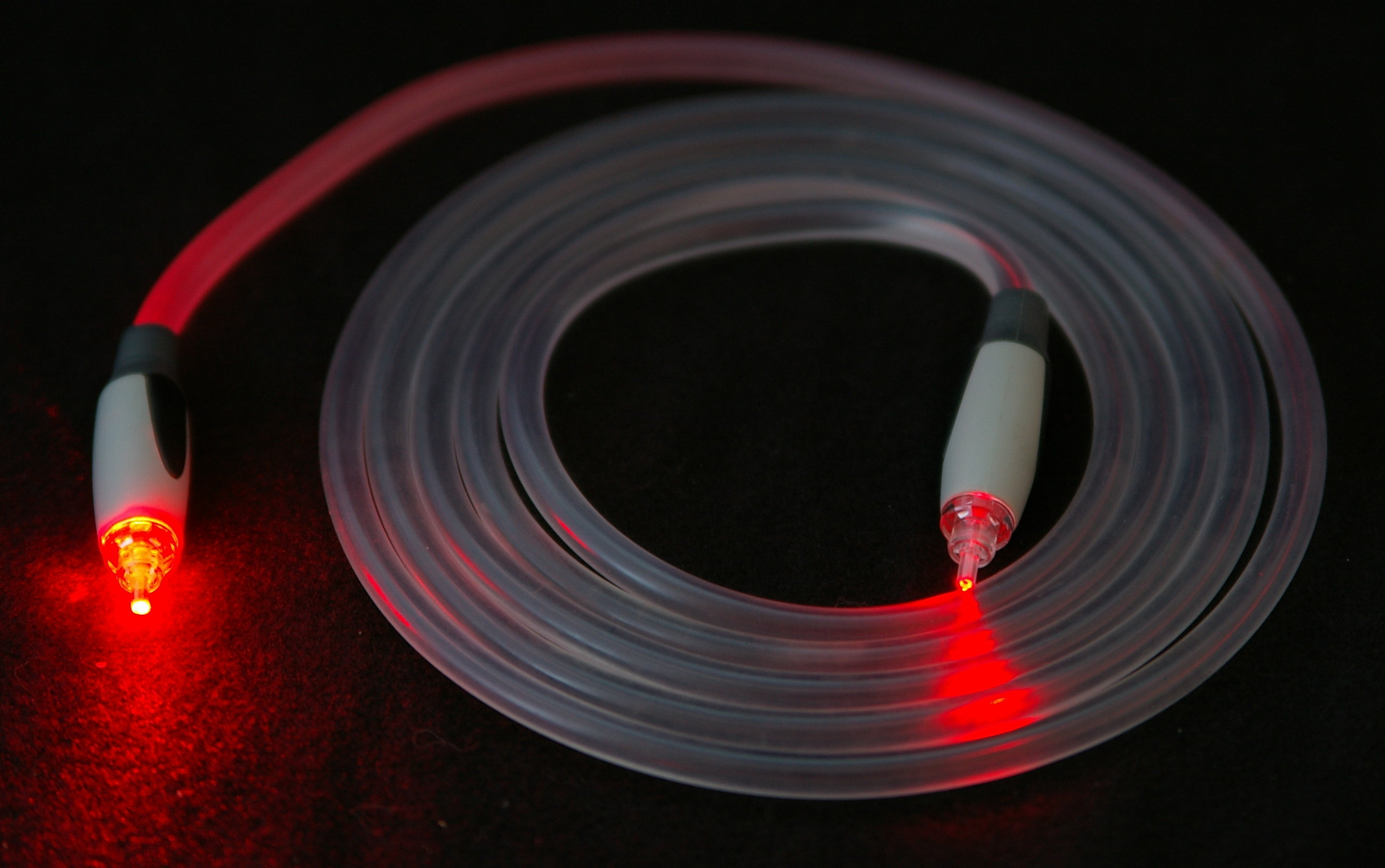
Cabo de fibra óptica, muito utilizado por causa de sua grande capacidade de transmissão de dados.

Engenharia de Telecomunicações ou Engenharia de Telecom é a área dentro da engenharia que se ocupa do projeto, operação e manutenção de equipamentos e sistemas de telecomunicações. Esse engenheiro desenvolve e implanta redes de comunicações e transmissão de dados. Com sólida formação na área elétrica e eletrônica, ele cria, planeja e constrói aparelhos e equipamentos utilizados nas telecomunicações e dá manutenção aos sistemas e redes implantados. Cuida de cabeamentos aéreos e subterrâneos, satélites artificiais, centrais de transmissão, captação, codificação e retransmissão dos sinais que interligam o planeta. De seu trabalho depende toda a rede mundial de telefonia, transmissão de dados, redes de computadores, rádio e televisão. Esse profissional atua em empresas concessionárias de serviços de telecomunicações, de telefonia fixa e móvel, de cabeamento estruturado e fibra óptica e de infraestrutura para sistemas de telecomunicações. Encontra trabalho na indústria eletroeletrônica, nos órgãos reguladores das atividades de telecomunicação e nas empresas e laboratórios de pesquisa científica e tecnológica. Este curso também pode ser encontrado como "Engenharia de Redes e Comunicações" e "Engenharia Teleinformática", sendo o nome "Engenharia de Telecomunicações" o termo oficial reconhecido pelo MEC. O Engenheiro de Telecomunicações estuda uma variedade de circuitos, dos básicos aos mais avançados. Um engenheiro de telecomunicações é responsável por desenhar e supervisionar instalações de equipamentos de telecomunicações, como complexos sistemas eletrônicos de computação até instalações telefônicas de cobre e fibra ótica. Seu trabalho também coincide fortemente com a engenharia de transmissão.
As Telecomunicações são um campo diversificado da engenharia, incluindo a electrônica, engenharia civil, estrutural e elétrica, um pouco de contabilidade e muita gerência de projetos. Em última análise, os engenheiros de telecomunicações são responsáveis por fornecer o método para que os clientes possam obter telefones e serviços de dados em alta velocidade.
Engenheiros de Telecomunicações usam uma variedade de diferentes equipamentos e meios de transporte disponíveis a partir de uma variedade de fabricantes para projetar a infra-estrutura de uma rede de telecomunicações. Os meios de comunicação mais comuns, muitas vezes referidas como as bases da indústria de telecomunicações, utilizados por empresas de telecomunicações são hoje o cobre, o cabo coaxial, a fibra e o rádio.
Os profissionais dessa área são muitas vezes, como a maioria dos engenheiros, levados a proporcionar a melhor solução possível com o menor custo para a empresa. Isso muitas vezes leva a soluções criativas para problemas que muitas vezes teriam sido concebidos de maneiras diferentes, sem as restrições orçamentais ditadas pela sociedade moderna. Nos primeiros dias da indústria de telecomunicações enormes quantidades de cabos foram colocados onde nunca foram utilizados ou foram substituídos por tecnologias modernas como o cabo de fibra óptica e técnicas de multiplexagem digital.
Engenheiros de telecom também são responsáveis pela manutenção dos registos de equipamentos e instalações das empresas e atribuição de códigos de contabilidade adequada para efeitos de impostos e manutenção. Como os engenheiros de telecomunicações são responsáveis pelo orçamento e supervisão de projetos e manter registros dos equipamentos, instalações e plantas, o engenheiro de telecomunicações não é apenas um engenheiro, mas um assistente de contabilidade ou contador e um gerente de projetos também.

## Atuações do engenheiro de telecomunicações
- Fazer medições e avaliações de campos elétricos, campos magnéticos e ondas eletromagnéticas geradas por sistemas de telecomunicações e industriais em ambientes ocupacionais e públicos.
- Criar modelagem matemática (numérica e analítica) de campos elétricos, campos magnéticos e ondas eletromagnéticas.
- Fazer análise de compatibilidade eletromagnética em sistemas de telecomunicações e de potência.
- Fazer o estudo dos efeitos biológicos dos campos elétricos, campos magnéticos e ondas eletromagnéticas nos seres vivos.
- Criar projetos de sistemas de energia para telecomunicações. Fazer estudo e projetos de sistemas de comunicações via telefone, celular e satélite.
- Fazer análise e projetos de redes de computadores e Internet.
- Fazer estudo e projetos de transmissão e recepção de sinais de dados e projeto de sistemas microprocessados.
- Fazer projetos de sistemas de irradiação de sinal em UHF/VHF.
- Fazer projetos de antenas e divisores de potência de UHF/VHF.
- Fazer projetos de sistemas de interface de telefonia celular para centrais PABX.
- Fazer projetos de sistemas de proteção contra descargas atmosféricas.
- Fazer projetos de sistemas de monitoração e telecomando de redes geograficamente distribuídas.
- Engenheiro responsável por Data Center (antigo CPD) por toda a infraestrutura de cabeamento, switchs, routers e equipamentos DWDM e CWDM.
- Engenheiro Responsável pelo Planejamento e Otimização de RF, fazendo levantamentos através de Drive Teste e simulações em softwares de predição de RF da qualidade dos sinais de redes celulares (GSM, CDMA e WCDMA).